# Félix Archimède Pouchet
Félix Archimède Pouchet, född 26 augusti 1800 i Rouen, död 6 december 1872 i Rouen, var en fransk botaniker och läkare. Han var en framstående förespråkare av självalstring och motståndare till Louis Pasteur och mikrobteorin. Pouchet var far till anatomiprofessorn Georges Pouchet.
Hans stora vetenskapliga verk Hétérogénie publicerades 1859. Han publicerade också lekmannauppslagsverket Le Universe (1870), en översikt i naturvetenskap. Pouchet var en pionjär inom cytologi och hade redan 1847 genomfört olika undersökningar av vaginalsekret i mikroskop.

## Biografi
Pouchet växte upp i Rouen där hans far var industriföretagare. År 1827 erhöll Pouchet läkarexamen i Paris, varefter han blev chef för Rouens naturhistoriska museum. Han hade också en stol i zoologi vid en av de medicinska förberedande högskolorna i Rouen. Från 1828 var han chef för Rouens botaniska trädgård. År 1838 blev han professor vid Medicinarutbildningen i Rouen.
Pouchet hade lång erfarenhet inom biologi när han gav sig in i debatten om självalstring. På 1840-talet publicerade han två vetenskapliga artiklar som verkade motsäga hans senare ståndpunkt för spontan generering. I dessa artiklar föreslog han att djur i allmänhet skapades som infertila ägg före själva befruktningen. Han stödde även Christian Ehrenbergs teorier som gick stick i stäv med självalstringstanken. Ehrenberg trodde att infusorier hade komplexa organsystem, medan andra protozoologer som Félix Dujardin bedömde att infusorier var enkla organismer som därmed kunde uppstå spontant. Pouchet föreföll inte särskilt intresserad av självalstring under denna tid, utan studerade ägglossning och menstruation.

### Dispyten med Pasteur
Pouchet var 60 år och Louis Pasteur var 37 år när deras dispyt kring självalstring startade. Deras åsikter om härrörde från två konkurrerande teorier. Pouchet trodde på heterogenes, som antog att nya levande organismer kom från livlösa föremål, såsom luft. Pasteur stödde mikrobteorin, att mikroorganismer fortplantade sig från redan existerande organismer av samma sort. Han stödde idén att bakterier var mestadels överallt, inklusive saker som luft och dessa bakterier förklarade utseendet av mikroorganismer på olika livlösa saker.
Det är oklart varför Pouchet bytte fot i frågan om självalstring. I december 1858 presenterade han resultat för den franska vetenskapsakademin som han hävdade stödde föreställningen om självalstring och motbevisade Theodore Schwanns tidigare resultat. Schwann hade experimenterat med upphettning som steriliseringsmetod. Pouchet hävdade att när han försökte reproducera Schwanns experiment så uppstod till synes självalstrade mikroorganismer. Akademin var dock tveksamt inställd till Pouchets resultat.
Debatten mellan de två männen var inte särskilt offentlig eller intensiv till en början.  Pouchet fick ett brev från Pasteur i februari 1859 som sa att Pasteur respekterade hans tro på spontan generation men inte höll med om hans bevis. Pasteur hade samma uppfattning om akademin och trodde att Pouchets experiment inte stödde spontan generering utan att hans experiment var kontaminerade med bakterier.
Pouchet tog kritiken från akademin och försökte revidera sina experiment. Men den här gången tog Pasteur en starkare och mer specifik hållning om sina nya experiment. Han kritiserade det faktum att Pouchet återigen inte kontrollerade för bakterier och menade att hans flaskor sannolikt var förorenade av damm i kvicksilvret som fanns i hans labb.
Trots kritiken publicerade Pouchet sin berömda bok Hétérogénie ou traité de la génération spontanée 1859, som publicerade hans stöd för spontan generation. Han hävdade att hans åsikter om spontan generation inte liknade de äldre synen på spontan generation som stämplades som ateistiska, utan snarare överensstämde med den tidens ortodoxa vetenskapliga och religiösa övertygelse. Pouchet hävdade att det var äggen från vuxna organismer som skapades spontant, inte de vuxna organismerna själva.
Den 30 januari 1860 deklarerade den franska vetenskapsakademin att den skulle dela ut ett pris för detaljerade och exakta experiment som klarlagde frågan om självalstring. Pasteur bestämde sig för att delta i denna tävling för att bekämpa Pouchets stöd för självalstring.
Pasteurs resultat ansågs stödja bakterieteorin och han visade dem för den franska vetenskapsakademin. Pouchet förkastade Pasteurs resultat eftersom han trodde att själva luften helt enkelt inte hade tillräckligt med bakterier för att stödja dessa resultat; därför var mikroorganismerna som genererades i hans kärl fortfarande inte från bakterier.
Franska vetenskapsakademin såg Pasteurs experiment och observationer som sofistikerade och såg Pouchets experiment som tvetydiga och oraffinerade. Tillsammans med detta och på grund av den här tidens religiösa klimat hade Pasteur en fördel eftersom hans uppfattning att endast liv producerar liv var i linje med kyrkans åsikter. Pouchet hoppade så småningom ur tävlingen i november 1862 och Pasteur belönades för sina studier om spontan generation.

### Vetenskapens historia under medeltiden
Pouchet författade en historieskrivning över vetenskap under medeltiden titulerad: Histoire des sciences naturelles au moyen age: ou Albert le Grand et son epoque considere comme point de depart de I'ecole experimentale. Som underrubriken tydliggör fokuserar verket på dominikanermunken Albertus Magnus som under 1200-talet gjort sig ett namn genom arbeten inom botanik och astrologi. I verket delar Pouchet in den västerländska vetenskapens historia i tre epoker: den grekiska, romerska och kristna. Verket har setts som en del i en allmän omskrivning av den västerländska intellektuella traditionen som pågick under perioden, vars syfte var att mytologisera dess ursprung och framställa den som en oundviklig framgångssaga. Pouchet skrev också ett verk med titeln L'univers: les infiniment grands et les infiniment petits, som beskriver rikedomen av jordens livsformer inom ramen för det gudomliga universat som helhet.

## Utmärkelser
- 1843 – Hederslegionen[6]
- 1848 – medlem i American Philosophical Society[9]

### Eftermäle
År 1830, botaniker A.Rich. ex DC. publicerade Pouchetia, ett släkte av blommande växter från Afrika, tillhörande familjen Rubiaceae.